# UAE Pro League 2024-25
La UAE Pro-League 2024-25 (también conocida como Liga Árabe del Golfo o ADNOC Pro League por motivos de patrocinio) fue la 50.ª temporada de fútbol de la máxima categoría de los Emiratos Árabes Unidos. La temporada comenzó el 23 de agosto de 2024 y finalizó el 25 de mayo de 2025.
La liga contó con catorce equipos; doce de la temporada pasada y dos ascendidos de la Segunda División, el campeón Al Urooba Club y el Dibba Al-Hisn SC.

## Equipos

### Ciudades y estadios
| Equipo           | Entrenador          | Ciudad                | Estadio            | Capacidad |
| ---------------- | ------------------- | --------------------- | ------------------ | --------- |
| Ajman            | Goran Tufegdžić     | Ajman                 | Ajman              | 5537      |
| Al-Ain           | Vladimir Ivić       | Al Ain                | Hazza Bin Zayed    | 25 053    |
| Al-Bataeh        | Farhad Majidi       | Al Bataeh             | Al Bataeh          | 2000      |
| Al-Ittihad Kalba | Vuk Rašović         | Kalba                 | Ittihad Kalba      | 8500      |
| Al-Jazira        | Hussein Ammouta     | Abu Dabi (Al Nahyan)  | Mohammad Bin Zayed | 42 056    |
| Al-Nasr          | Alfred Schreuder    | Dubái (Al Nasr)       | Al-Maktoum         | 15 058    |
| Al-Urooba        | Abdulaziz Al-Hashmi | Mirbah y Qidfa        | Al-Sharqi          | 3000      |
| Al-Wahda         | Darko Milanič       | Abu Dabi (Al Nahyan)  | Al-Nahyan          | 15 000    |
| Al-Wasl          | Miloš Milojević     | Dubái (Zabeel)        | Zabeel             | 8439      |
| Baniyas          | Daniel Isăilă       | Abu Dabi (Al Shamkha) | Baniyas            | 10 000    |
| Dibba Al-Hisn    | Hassan Al-Abdooli   | Dibba Al-Hisn         | SBM Al Qassimi     | 7500      |
| Khor Fakkan      | Joaquín Gil         | Khor Fakkan           | SBM Al Qassimi     | 7500      |
| Sarja            | Cosmin Olăroiu      | Sharjah               | Sharjah            | 20 000    |
| Shabab Al-Ahli   | Paulo Sousa         | Dubái (Deira)         | Al-Rashid          | 12 052    |

## Desarrollo

### Clasificación
| Pos. | Equipo             | Pts. | PJ | G  | E | P  | GF | GC | Dif. | Clasificación 2025-26                      |
| ---- | ------------------ | ---- | -- | -- | - | -- | -- | -- | ---- | ------------------------------------------ |
| 1    | Shabab Al-Ahli (C) | 63   | 26 | 19 | 6 | 1  | 57 | 22 | +35  | Fase de liga de la Liga de Campeones Élite |
| 2    | Sarja              | 51   | 26 | 16 | 3 | 7  | 44 | 22 | +22  | Fase de liga de la Liga de Campeones Élite |
| 3    | Al-Wahda           | 48   | 26 | 13 | 9 | 4  | 51 | 32 | +19  | Fase de liga de la Liga de Campeones Élite |
| 4    | Al-Wasl            | 46   | 26 | 13 | 7 | 6  | 51 | 35 | +16  | Fase de grupos de la Liga de Campeones 2   |
| 5    | Al-Ain             | 44   | 26 | 12 | 8 | 6  | 56 | 32 | +24  |                                            |
| 6    | Al-Nasr            | 38   | 26 | 11 | 5 | 10 | 45 | 45 | 0    |                                            |
| 7    | Al-Jazira          | 37   | 26 | 10 | 7 | 9  | 45 | 40 | +5   |                                            |
| 8    | Khor Fakkan        | 33   | 26 | 9  | 6 | 11 | 41 | 52 | −11  |                                            |
| 9    | Kalba              | 32   | 26 | 8  | 8 | 10 | 39 | 38 | +1   |                                            |
| 10   | Ajman              | 31   | 26 | 9  | 4 | 13 | 40 | 46 | −6   |                                            |
| 11   | Al-Bataeh          | 27   | 26 | 7  | 6 | 13 | 30 | 45 | −15  |                                            |
| 12   | Baniyas            | 27   | 26 | 7  | 6 | 13 | 30 | 53 | −23  |                                            |
| 13   | Dibba Al-Hisn (D)  | 16   | 26 | 4  | 4 | 18 | 29 | 56 | −27  | Descienden a la División 1                 |
| 14   | Al-Urooba (D)      | 13   | 26 | 4  | 1 | 21 | 24 | 64 | −40  | Descienden a la División 1                 |

Actualizado a los partidos jugados el 25 de mayo de 2025.
 Fuente: SoccerWay
Notas:
1. ↑  Campeón de la Liga de Campeones 2 de la AFC 2024-25.

### Resultados
| Local \ Visitante | AJM | AIN | BAT | JAZ | NAS | URO | WAH | WAS | BAN | DAH | KAL | KHO | SAR | SHA |
| ----------------- | --- | --- | --- | --- | --- | --- | --- | --- | --- | --- | --- | --- | --- | --- |
| Ajman             | —   | 4–2 | 2–1 | 1–1 | 2–1 | 2–3 | 4–3 | 0–0 | 2–3 | 5–1 | 2–3 | 4–1 | 0–1 | 1–2 |
| Al-Ain            | 0–0 | —   | 2–1 | 1–1 | 4–1 | 3–0 | 1–2 | 4–2 | 4–0 | 1–1 | 3–1 | 5–1 | 0–0 | 0–1 |
| Al-Bataeh         | 1–1 | 3–3 | —   | 0–3 | 3–4 | 1–0 | 1–3 | 1–3 | 1–0 | 2–2 | 0–0 | 1–3 | 0–2 | 1–3 |
| Al-Jazira         | 4–0 | 1–3 | 2–0 | —   | 3–1 | 2–0 | 0–0 | 0–5 | 0–1 | 1–0 | 1–2 | 4–2 | 1–1 | 1–2 |
| Al-Nasr           | 3–1 | 0–2 | 0–1 | 2–3 | —   | 2–1 | 0–0 | 0–1 | 4–1 | 3–2 | 3–2 | 3–1 | 2–1 | 1–1 |
| Al-Urooba         | 0–2 | 2–4 | 1–3 | 4–5 | 1–5 | —   | 1–1 | 1–2 | 1–0 | 1–2 | 2–1 | 1–2 | 0–1 | 1–4 |
| Al-Wahda          | 1–0 | 2–1 | 0–2 | 2–2 | 2–2 | 3–0 | —   | 2–2 | 2–2 | 4–2 | 3–1 | 3–1 | 3–0 | 2–2 |
| Al-Wasl           | 2–0 | 1–0 | 3–1 | 2–2 | 3–1 | 6–0 | 2–2 | —   | 3–1 | 1–0 | 1–1 | 3–4 | 0–1 | 2–1 |
| Baniyas           | 3–1 | 0–3 | 1–1 | 2–0 | 0–0 | 2–1 | 0–3 | 0–0 | —   | 2–4 | 2–2 | 3–3 | 1–4 | 1–5 |
| Dibba Al-Hisn     | 0–1 | 3–2 | 1–2 | 1–6 | 0–1 | 1–2 | 0–2 | 2–3 | 1–0 | —   | 2–2 | 0–1 | 1–4 | 0–3 |
| Kalba             | 3–2 | 3–3 | 3–0 | 1–1 | 2–3 | 3–0 | 0–1 | 2–2 | 0–1 | 2–1 | —   | 0–1 | 2–1 | 1–2 |
| Khor Fakkan       | 0–2 | 2–2 | 1–1 | 1–0 | 3–3 | 3–0 | 0–1 | 2–1 | 5–2 | 1–1 | 0–2 | —   | 2–4 | 1–1 |
| Sarja             | 4–0 | 0–3 | 0–1 | 4–0 | 3–0 | 2–1 | 2–0 | 4–1 | 1–2 | 1–0 | 1–0 | 1–0 | —   | 0–0 |
| Shabab Al-Ahli    | 3–1 | 0–0 | 2–1 | 2–1 | 2–0 | 2–0 | 5–4 | 3–0 | 2–0 | 2–1 | 0–0 | 4–0 | 2–1 | —   |

## Máximos goleadores
- Actualizado al 25 de mayo de 2025.
| Rank | Jugador            | Club           | Goles |
| ---- | ------------------ | -------------- | ----- |
| 1    | Kodjo Fo-Doh Laba  | Al-Ain         | 20    |
| 2    | Omar Khribin       | Al-Wahda       | 17    |
| 3    | Mehdi Ghayedi      | Kalba          | 16    |
| 4    | Youssoufou Niakaté | Baniyas        | 13    |
| 5    | Caio Lucas         | Sarja          | 12    |
| 6    | Sardar Azmoun      | Shabab Al-Ahli | 11    |
| 6    | Soufiane Rahimi    | Al-Ain         | 11    |
| 6    | Fábio Lima         | Al-Wasl        | 11    |